# Маркльовиці
Маркльовіце (пол. Marklowice) — село в Польщі, у гміні Маркльовиці Водзіславського повіту Сілезького воєводства.
Населення — 5365 осіб (2011).

## Демографія
Демографічна структура станом на 31 березня 2011 року:
|          | Загалом | Допрацездатний вік | Працездатний вік | Постпрацездатний вік |
| -------- | ------- | ------------------ | ---------------- | -------------------- |
| Чоловіки | 2641    | 599                | 1706             | 336                  |
| Жінки    | 2724    | 542                | 1554             | 628                  |
| Разом    | 5365    | 1141               | 3260             | 964                  |